# Хугли (река)
Хугли (на хинди: हुगली नदी; на бенгалски: হুগলী) е ръкав на реката Ганг в Западна Бенгалия, Индия. Дължината ѝ е около 260 километра. Отделя се от Ганг като канал в Муршидабад при баража Фаракка.
Реката Хугли постоянно променя естествения си път, поради което са били засегнати много човешки животи.